# Seymour, Tennessee
Seymour är en så kallad census-designated place i Blount County, och Sevier County, i Tennessee. Vid 2010 års folkräkning hade Seymour 10 919 invånare.